# Мэрдэреука
Мэрдэреука, Мардарьевка (рум. Mărdăreuca) — село в Криулянском районе Молдавии. Наряду с селом Бошкана входит в состав коммуны Бошкана.

## География
Село расположено на высоте 32 метра над уровнем моря.

## Население
По данным переписи населения 2004 года, в селе Мэрдэреука проживает 651 человек (309 мужчин, 342 женщины).
Этнический состав села:
| Национальность | Число жителей | Процентный состав |
| -------------- | ------------- | ----------------- |
| молдаване      | 648           | 99,54             |
| украинцы       | 2             | 0,31              |
| русские        | 1             | 0,15              |
| Всего          | 651           | 100 %             |